# Virginia Weidler
Virginia Weidler (Los Angeles, 21 maart 1927 — aldaar, 1 juli 1968) was een Amerikaans actrice en kindster in de jaren 30 en 40.

## Carrière
Weidler was in 1933 voor het eerst op het grote scherm te zien. Ze was gedurende een paar jaren te zien in films van RKO Pictures en Paramount Pictures. Toen Paramount haar contract niet vernieuwde, tekende ze bij Metro-Goldwyn-Mayer. Haar eerste film voor deze studio was Love Is a Headache (1938).
Weidlers eerste grote film was The Women (1939). Hierin speelde ze de dochter van Norma Shearer. Haar volgende grote film was The Philadelphia Story (1940). Toen Weidler een tiener werd, toonde het publiek minder interesse in de actrice. In 1943 stopte ze met acteren.
Weidler stierf in 1968 aan een hartaanval.

## Filmografie
- Gemeinsame Normdatei: 1209363097
- International Standard Name Identifier: 0000 0000 2527 3188
- Library of Congress Control Number: n85273938
- Nationale Bibliotheek van Israël: 987007422810605171
- Nationale Bibliotheek van Polen: a0000003434981
- SNAC: w6v549mm
- Virtual International Authority File: 55601770
- WorldCat: E39PBJdGQh6pqbgmGQvyGCKrv3